# Onlife iDEA Fest
Onlife iDEA Fest — международный фестиваль цифрового театра, впервые прошедший в 2022 году. Фестиваль функционирует как конкурс, в каждом сезоне которого жюри выбирает лауреатов в нескольких номинациях.

## Формат
Декларируемая организаторами миссия фестиваля — «объединение людей вокруг основных человеческих ценностей посредством театрального искусства, а также создание открытой творческой среды, доступной любому человеку из любой точки мира».
Спектакли соединяют живую игру актеров в реальном времени и виртуальные декорации. После каждого спектакля проходит обсуждение с артистами, принимавшими участие в постановке, режиссером и экспертами в области театра, кино и медиа.

## Участники обсуждений и члены жюри
По мнению главного режиссёра фестиваля Руслана Кутлыева, одним из самых важных пунктов проекта является обратная связь и обязательное обсуждение постановки со всеми ее участниками и зрителями.
В экспертное сообщество фестиваля входят актер театра и кино Вениамин Смехов, театральный критик, доцент Школы-студии МХАТ Павел Руднев, театральный критик, куратор и педагог Елена Ковальская, актер театра и кино, номинант премии «Золотая маска» и основатель Gogol School Илья Ромашко, актер и создатель паблика «Театральные люди» Максим Дримлинг, актер и режиссер театра на Юго-Западе Максим Лакомкин, актер и режиссер Лев Харламов и другие.[значимость факта?]

## История
Идея проведения фестиваля возникла в период пандемии COVID-19.В первом сезоне Фестиваля приняли участие артисты из семи стран. Приз зрительских симпатий получил Алексей Штырбул, актер театра С улицы Роз из Молдовы за постановку «Цветы для Элджернона» по рассказу Дэниела Киза.
Во втором сезоне приняли участие актёры из восьми стран.
В третьем сезоне заявлено участие артистов из семи стран. Лучшей актрисой по итогам сезона была названа Роза Хайруллина, сыгравшая в спектакле «Бродячая» по произведению Чехова «Каштанка».
В рамках фестиваля также проходят показы цифровых постановок на жестовом языке с участием актеров с нарушениями слуха. В рамках третьего сезона фестиваля была показана инклюзивная постановка «Пугачев» с участием актеров Театра мимики и жеста. Шестой сезон фестиваля стал полностью инклюзивным. Данный проект стал победителем программы поддержки инклюзивных проектов «Открыто для всех», организованной Агентством стратегических инициатив.